# Société archéologique d'Eure-et-Loir
La Société archéologique d'Eure-et-Loir (SAEL) est une société savante fondée les 16 et 21 mai 1856 par l’érudit Paul Durand, avec l’archiviste du département Lucien Merlet, à Chartres,.

## Historique
Par décret en date du 4 juillet 1868 signé à Fontainebleau par Napoléon III, empereur des Français, et Victor Duruy, ministre de l'Instruction publique, la société est reconnue comme établissement d'utilité publique.

### Liste des présidents
- Louis-Gustave Guérineau de Boisvillette, ingénieur des ponts et chaussées (1856-1863) ;
- Charles Famin, architecte (1863-1870) ;
- Paul Durand, archéologue (1870-1873) ;
- Lucien Merlet, archiviste d'Eure-et-Loir (1873-1877, 1892-1895) ;

- Alexandre de Saint-Laumer, numismate, ancien maire de Chartres (1877-1892)[3] ;

- Philippe Bellier de La Chavignerie (1895-1898) ;

- Roger Durand, imprimeur (1898-1900, 1903-1904, 1906-1907, 1911-1913)[4] ;

- Alfred-Étienne Piébourg, architecte (1901-1902)[5] ;

- Dr Robin-Massé (1904-1906)[6] ;

- Georges Duparc (1907-1911) ;

- Comte d'Armancourt (1914-1920)[7],[8] ;

- Albert Mayeux (1920-1925) ;
- Albert Lorin (1925-1929) ;
- Maurice Jusselin, archiviste d'Eure-et-Loir (1929-1932, 1950-1960) ;
- Chanoine Yves Delaporte (1932-1935, 1938-1950) ;
- Charles Lorin, maître verrier (1935-1938) ;
- Jean Waquet (1960-1962) ;

- Marcel Couturier, attaché de recherche CNRS (1962-1966, 1967-1982)[9] ;

- Jacques Legros (1966-1967) ;
- Régis Dodin (1982-1987) ;
- Pierre Leloup (1987-1998) ;
- Roger Jolivot (1998-1999) ;
- Pierre Le Gall (1999-2003) ;
- Philippe Ferré (2003-2005) ;
- Juliette Clément (2005-2013) ;
- Michel Ferronnière (depuis 2013).

### La tour Jehan-Pocquet
La société s'installe dans la tour Jehan-Pocquet en 1971 : l'édifice abrite une bibliothèque, une importante réserve d'archives, ainsi que les bureaux de l'association. 
Construite en 1887 par l'architecte Alfred Piébourg, en même temps que le lycée Marceau, le style médiéval de la tour ne laisse pas aisément deviner sa fonction initiale de château d'eau ! Abandonnée à partir des années 1930, elle est mise à disposition par la ville, après un accord de collaboration avec la bibliothèque municipale en 1945.

## Publications
Les publications de la SAEL se répartissent généralement comme suit :
- Les plus anciennes sont numérisés par la Bibliothèque nationale de France (BnF) dans le cadre des actions Gallica[11] ;
- Les plus récentes sont disponibles uniquement sur adhésion ou achat et présentées sur le site de la SAEL dans la rubrique Librairie.

### Ouvrages récents
(Liste non exhaustive)
- Arlette Boué, Ledgarde de Vermandois, Une grande dame du Xe siècle, Comtesse de Blois, Tours, Chartres et Châteaudun, Chartres, SAEL, 2019, 248 p. (ISBN 978-2-905866-75-2, présentation en ligne) ;

- Arlette Boué (préf. Samuel Leturcq - Université François Rabelais de Tours), Saint-Père en Vallée - Cartulaire d’une abbaye chartraine (Xe – XIe siècles), Chartres, SAEL, 2014, 352 p. (ISBN 2-905866-63-2, présentation en ligne) ;

- Société archéologique d'Eure-et-Loir, Index Œuvres Fulbert, Correspondance, Controverse, Poésie, Chartres, SAEL, 2011, 20 p. (ISBN 2-905866-58-6, présentation en ligne) ;

- Feyel Gilles et Lelu Jean Paul, Auguste Blanqui et sa famille. Correspondance (1807-1918), Chartres, SAEL, 2009, 536 p. (ISBN 2-905866-56-X, présentation en ligne) ;

- Société archéologique d'Eure-et-Loir - Cl. Genin, présentation générale J. Clément, introductions, Pierre Riché et Gilbert Dahan, table de concordance avec les éditions latines et anglaise, Fulbert de Chartres, Œuvres, Correspondance, Controverse, Poésie, Chartres, SAEL, 2006, 600 p. (ISBN 2-905866-48-9, présentation en ligne) ;

- Lydie Delanoue, Chateaubriand à Montboissier : Le roman des Mémoires, SAEL, Chartres, réédition 2023, 284 p. (ISBN 2-905866-64-0, présentation en ligne).

### Périodiques

#### Bulletins (trimestriel)
- 1966-1972 - « Bulletin des sociétés archéologiques d'Eure-et-Loir »[Note 1]
Sont consultables 7 numéros, lire en ligne sur Gallica :
  - Numéro 20 : chroniques 2 (1er trimestre 1966) ;
  - Roger Joly, Bulletin n° 24 « Petite histoire des maires de Chartres depuis 1789 », 1er trimestre 1967, 78 p., lire en ligne sur Gallica ;
  - Maurice Jusselin, Bulletin n° 26-27 « Seconde partie - Recueil de documents sur la vie publique et privée à Combres (1125-1789) », Chartres, Sociétés archéologiques d'Eure-et-Loir, 3e et 4e trimestres 1967, 156 p., lire en ligne sur Gallica ;
  - Numéros 29 (1968), 32 (1969), 39 (1970) ;
  - Christiane Eluère, Bulletin n°44-45 « Les bronzes protohistoriques du musée de Chartres », Chartres, 1er et 2e trimestre 1972, 124 p. (ISSN 2546-8278), lire en ligne sur Gallica.

- 1973-2000 - « Bulletin de la société archéologique d'Eure-et-Loir » :
Sont consultables 90 numéros, lire en ligne sur Gallica
  - Ancienne série, du 4e trimestre 1973 (no 51) au 2e trimestre 1984 (no 102), dont les sous-séries :
    - Bulletin « Documents-fouilles », 7 numéros (69, 71, 75, 79, 81, 87, 95), 1977-1983 ;
    - Bulletin « Monuments et richesses artistiques de la France, Eure-et-Loir », 10 numéros (68, 74, 77, 78, 82, 84, 92, 93, 98, 102), 1977-1984 ;
    - Bulletin « Histoire locale Beauce et Perche », 2 numéros (47, 48), 1974-1975 ;
    - Bulletin « Documents », 7 numéros (4, 6, 9, 14, 16, 22/23) 1962-1966, 5 numéros (26/27, 32, 44/45), 1967-1972 et 6 numéros (59, 60, 86, 90, 91, 99), 1975-1983 ;
    - Bulletin « Chroniques », 1 numéro (12), 1964, 3 numéros (20, 29, 39), 1966-1970 et 4 numéros (55, 70, 73, 101), 1974-1984 ;
    - Bulletin « Sites et monuments d'Eure-et-Loir », 3 numéros (51, 56, 66), 1973-1977.

  - Nouvelle série, du 3e trimestre 1984 (no 1) au 4e trimestre 2000 (no 67), dont :
    - Bulletin « Spécial inventaire monumental - Édifices religieux » (par canton), 10 numéros (3, 9, 12, 16, 21, 23, 26, 28, 30, 32), 1985-1992 ;
    - Bulletin no 24 contenant la table des articles de 1984 à 1989 (1er trimestre 1990), lire en ligne sur Gallica.
- Parmi les bulletins à dominante « Inventaire monumental », sont à noter :

| Titre                                                          | Série-N° | Année    |
| -------------------------------------------------------------- | -------- | -------- |
| Sites et monuments d'Eure-et-Loir - Gallardon, 52 p.           | AS-51    | 1973     |
| Sites et monuments d'Eure-et-Loir - Prunay-le-Gillon, 28 p.    | AS-66    | 1977     |
| Églises du canton d'Anet, 52 p.                                | AS-68    | 1977     |
| Églises du canton de Voves                                     | AS-74    | 1978     |
| Musée de Chartres : sculptures religieuses en bois, 52 p.      | AS-77    | 1979     |
| Églises des cantons de La Ferté-Vidame et de Senonches         | AS-78    | 1979     |
| Églises du canton de Châteaudun                                | AS-84    | 1981     |
| La céramique commune gallo-romaine du musée de Chartres, 56 p. | AS-86    | mai 1981 |
| Églises du canton de Cloyes                                    | AS-98    | 1983     |
| Édifices religieux du canton de Janville, 44 p.                | AS-102   | 1984     |
| Édifices religieux du canton d'Auneau                          | NS-3     | 1985     |
| Édifices religieux du canton d'Illiers-Combray                 | NS-9     | 1985     |
| Édifices religieux du canton d'Orgères-en-Beauce               | NS-12    | 1987     |
| Édifices religieux du canton de Nogent-le-Roi                  | NS-16    | 1988     |
| Édifices religieux du canton de Châteauneuf-en-Thymerais       | NS-21    | 1989     |
| Édifices religieux du canton de Brezolles                      | NS-23    | 1989     |
| Édifices religieux du canton de Brou                           | NS-26    | 1990     |
| Édifices religieux du canton de La Loupe                       | NS-28    | 1991     |
| Édifices religieux du canton de Thiron-Gardais                 | NS-30    | 1991     |
| Édifices religieux du canton de Maintenon                      | NS-32    | 1992     |

| Titre                                                        | Auteur                       | Année     |
| ------------------------------------------------------------ | ---------------------------- | --------- |
| Promenades d'hier et d'aujourd'hui dans Épernon              | Morin Pierre                 | 2004      |
| Le prieuré St-Thomas d'Épernon                               | Morin Pierre                 | 2002      |
| C’était Chartres en 1750                                     | SAEL                         | 1993      |
| Spécial inventaire monumental Abbaye Bonneval                | SAEL                         | 1977-1992 |
| Spécial inventaire monumental Authon-du-Perche/Ngt-le-Rotrou | SAEL                         | 1977-1992 |
| Spécial inventaire monumental Bonneval                       | SAEL                         | 1977-1992 |
| La Ferté-Vidame, peintures murales de Réveillon              | Couturier Paulette et Marcel | 1992      |
| Les Templiers dans la Baillie de Chartres : Sours, Arville   | Folliot Pierre-Marie         | 1983      |
| Meslay-le-Grenet, la danse macabre                           | Villette Jean                | 1975      |

#### Mémoires (pluriannuel)
- 1858-1995 : sont consultables 26 numéros[Note 3] sur 32 (du tome I au tome XXXII), lire en ligne sur Gallica, dont
  - Le tome II de 1860, également sur Wikisource et Internet Archive.
- 1986-2021 : sont présentés en ligne sur le site de la SAEL 36 numéros, annuels, du tome XXX au tome XXXVIII (consulté le 15 janvier 2023).

#### Procès-verbaux (pluriannuel)
- 1856-1962 : via Gallica, sont accessibles en ligne 16 numéros[Note 3], du tome I (1861) au tome XV (1963), lire en ligne sur Gallica, ainsi que les « Tables générales » des procès-verbaux de 1856 à 1962, publiées en 1971, lire en ligne sur Gallica.

#### Cahiers (annuel)
- 2015-2021 : sont présentés en ligne sur le site de la SAEL 7 numéros annuels, du numéro 1 (2015) au numéro 7 (2021) (consulté le 15 janvier 2023).

### Presse
- Les articles "Promenades chartraines de la SAEL" dans le magazine de Chartres "Votre Ville" ;
- Les articles parus dans la presse sur la vie de l'association.

### Autres publications
- Vidéo conférences : Quentin Favré, « Vidéo conférence : Église Saint-Pierre de Chartres », 17 novembre 2022 ;
- Galeries de photos en ligne : château de Villebon, Portes chartraines, cryptes de la cathédrale de Chartres, Zola en Beauce ;
- Plans, cartes, affiches : tirages papier et numériques.

## Conférences et visites

### Conférences
- 13 janvier 2023 : « L’ornement sculpté du tour du chœur de la cathédrale de Chartres : un cycle au service de la dévotion » par Jean Beuvier, docteur en histoire de l’art, université de Tours, médiathèque l’Apostrophe, Chartres ;
- 17 mars 2023 : « Ciartres. L'éditeur oublié qui a magnifié l'estampe du XVIIe siècle. » par Alain Bouzy, journaliste, médiathèque l’Apostrophe, Chartres ;
- 5 mai 2023 : « Persécution antisémite en Eure-et-Loir, une histoire inscrite dans le programme d'anéantissement d'un peuple », par Juliette Clément, agrégée de Lettres modernes, ancien professeur au lycée Marceau à Chartres, médiathèque l’Apostrophe, Chartres ;
- 2 juin 2023 : Hommage à un orientaliste chartrain Paul Durand (1806-1882) - L'approche du monde byzantin, table ronde, puis jury de soutenance de Master II sous la présidence de François-Olivier Touati, amphithéâtre du lycée Marceau ;
- 16 et 17 juin 2023 : colloque « Millénaire du rattachement du comté de Dreux au domaine capétien », Dreux, théâtre municipal et domaine royal de Dreux[19] ;
- 22 septembre 2023 : Les noms de lieux du département d'Eure-et-Loir : état des connaissances aujourd'hui, par Charles de Lamberterie, professeur émérite à la Sorbonne, membre de l'Institut (Académie des inscriptions et belles-lettres), médiathèque l’Apostrophe, Chartres ;
- 18 février 2024 : Conférence autour d'Émira Marceau-Sergent, soeur du général Marceau par Alain Bouzy au château de Mémillon à l'occasion de la publication de son ouvrage, préfacé par Pascal Ory de l'Académie française[20].

### Visites
- 14 mai 2023, « châteaux de Beauce » : château de Cambray, château de Villeprévost ;
- 11 juin 2023, « Une journée à Balbec en compagnie de Marcel Proust - De Cabourg et Dives à Balbec », avec Juliette Clément, en suivant le texte de La Recherche ;
- 15 octobre 2023, « Une journée à Langeais », avec François-Olivier Touati, président d'honneur de la SAEL, professeur à l'université de Tours.

## Membres
Ont notamment été membres titulaires de la société les personnalités suivantes (il est indiqué entre parenthèses leur année d'adhésion) :
- Émile Bellier de La Chavignerie (1821-1871), historien de l'art français (1856)
- Michel Chasles (1793-1880), mathématicien (1856)
- Adelphe Chasles (1795-1868), maire de Chartres et député d'Eure-et-Loir (1856)
- Pierre-Aubin Paillart (1795-1869) magistrat et historien (1856)
- Ferdinand Dugué (1816-1913), poète et auteur dramatique (1857)
- Eugène Casimir Lebreton (1791-1876), militaire et homme politique (1858)
- Paul de Noailles (1802-1885), historien (1858)
- Gustave-Charles-Prosper Reille (1810-1895), homme politique (1858)
- Ambroise Firmin Didot (1790-1876), imprimeur et éditeur (1860)
- Camille Marcille (1816-1875), artiste peintre et collectionneur d'art (1860)
- Pierre-Jules Hetzel (1814-1886), éditeur (1863)
- Philarète Chasles (1798-1873), homme de lettres (1864)
- Émile Labiche (1827-1922), sénateur d'Eure-et-Loir (1868)
- Ferdinand Jumeau (1824-1885), sénateur d'Eure-et-Loir (1869)
- Amédée Lefèvre-Pontalis (1833-1901), homme politique (1871)
- Émile Millochau (1846-1929), député d'Eure-et-Loir (1871)
- Henri d'Orléans (1822-1897), prince du sang de la maison d’Orléans, fils du roi Louis-Philippe, militaire et homme politique (1872)
- Robert d'Orléans (1840-1910), membre de la maison capétienne d'Orléans et militaire. (1872)
- Jules-Jacques Delacroix (1807-1888), sénateur d'Eure-et-Loir (1889)
- Paul Deschanel, (1855-1922) député d'Eure-et-Loir et président de la République française (1891)
- Maurice Maunoury (1863-1925), député d'Eure-et-Loir et ministre de l'intérieur (1902)
- Maurice Viollette (1870-1960), député et sénateur d'Eure-et-Loir, ministre (1921)
- Paul Tirard (1879-1945), haut-commissaire de la République dans les provinces du Rhin, président d'Air France (1921)
- Henri Villette-Gaté (1836-1928), sénateur d'Eure-et-Loir (1922)
- Raoul Brandon (1878-1941), architecte (1922)
- Emmanuel Guillaume-Rey (1837-1916), archéologue[21]